# سالم الطويل
سالم بن سعد بن سالم الطويل (16 مايو 1962- ) هو داعية كويتي، وإمام وخطيب مسجد الصقر في منطقة هدية، بدأ طلبه للعلم في صغره على يد الشيخ عبد الرحمن عبد الصمد الفقهاء والشيخ عبد الصمد الكاتب في المدينة النبوية وحضر محاضرات الشيخ محمد ناصر الدين الألباني في الكويت وعمان والتقى بالشيخ عبد العزيز بن باز كما أنه التحق بالجامعة الإسلامية في المدينة لفترة ثم تحول إلى القصيم حيث تلقّى تعليمه الجامعي في المملكة العربية السعودية طالباً في جامعة الإمام محمد بن سعود الإسلامية - فرع القصيم كلية أصول الدين، وكان ملازماً للعلامة محمد بن صالح العثيمين، كما له عمود إسبوعي في صفحة الإبانة في جريدة الوطن الكويتية.

## جدل
- في أواخر عام 2020 أثار جدلا علي مواقع التواصل الاجتماعي بعد إنتقاده لحملات مقاطعة المنتجات الفرنسية ردا على الإساءة للنبي محمد عليه السلام، مبررا في إنتقاده إن المقاطعة بهذا الشكل مرفوضة وتسبب الفوضى ونشر الاتهامات.[3]
- في نهاية عام 2020 تقدم محامي كويتي بدعوي قضائية ضده يتهمه فيه ازدراء المذاهب وضرب الوحدة الوطنية، إثر حديث مثير للشيخ الطويل وُصف بالحديث ”الطائفي والمثير للفتنة“.[4]
- في منتصف عام 2021 اصدر نائب رئيس مجلس الوزراء ووزير العدل ووزير الدولة لشؤون تعزيز النزاهة الوزير عبد الله الرومي قرارا بإيقافه عن العمل كمأذون شرعي لمدة سنة عن إبرام عقود الزواج ، وذلك بعد وقوعه بخطأ يتعلق بتاريخ عقد زواج والفحص الطبي.[5][6]

## الدروس والشروح
له دروس علمية عدة منها:
- شرح كشف الشبهات من تقريرات الشيخ محمد بن إبراهيم
- الأصول من علم الأصول للشيخ ابن عثيمين
- شرح شروط الصلاة وأركانها وواجباتها
- كتاب الفوائد لإبن القيم
- تعليقات على العقيدة الطحاوية
- دروس في شرح نواقض الإسلام
- عقيدة أهل السنة والجماعة
- تفسير السعدي
- شرح حديث جبريل في تعليم الدين
- شرح لمعة الاعتقاد
- تيسير العلام شرح عمدة الأحكام
- الدروس المهمة لعامة الأمة
- شرح نواقض الإسلام للشيخ صالح الفوزان
- القواعد المثلى في صفات الله وأسمائه الحسنى- شرح
- الشذرة الذهبية في علم العربية
- شرح العقيدة الواسطية للشيخ صالح الفوزان
- العدة شرح العمدة
- شرح رسالة العبودية
- شرح العقيدة الواسطية للشيخ محمد بن إبراهيم
- كتاب الجهاد من الشرح الممتع
- القول المفيد على كتاب التوحيد
- منهج السالكين وتوضيح الفقه في الدين

## وصلات خارجية
- الموقع الرسمي
- ترجمة الشيخ سالم بن سعد الطويل موقع الآجري.